# Lier
Lier (franceză Lierre) este un oraș din regiunea Flandra din Belgia. Comuna este formată din localitățile Lier și Koningshooikt. Suprafața totală este de 49,70 km². La 1 ianuarie 2008 comuna avea o populație totală de 33.492 locuitori. 
Lier se învecinează cu comunele Boechout, Berlaar, Duffel, Emblem, Heist-op-den-Berg , Kessel , Lint, Nijlen, Onze-Lieve-Vrouw-Waver, Putte, Ranst, Sint-Katelijne-Waver și Vremde.

## Personalități născute aici
- Jan Ceulemans (n. 1957), fotbalist.

1. ↑  Totale oppervlakte volgens het Kadasterregister, België, gewesten en provincies (în neerlandeză), Algemene Directie Statistiek[*]